# Salt Tower

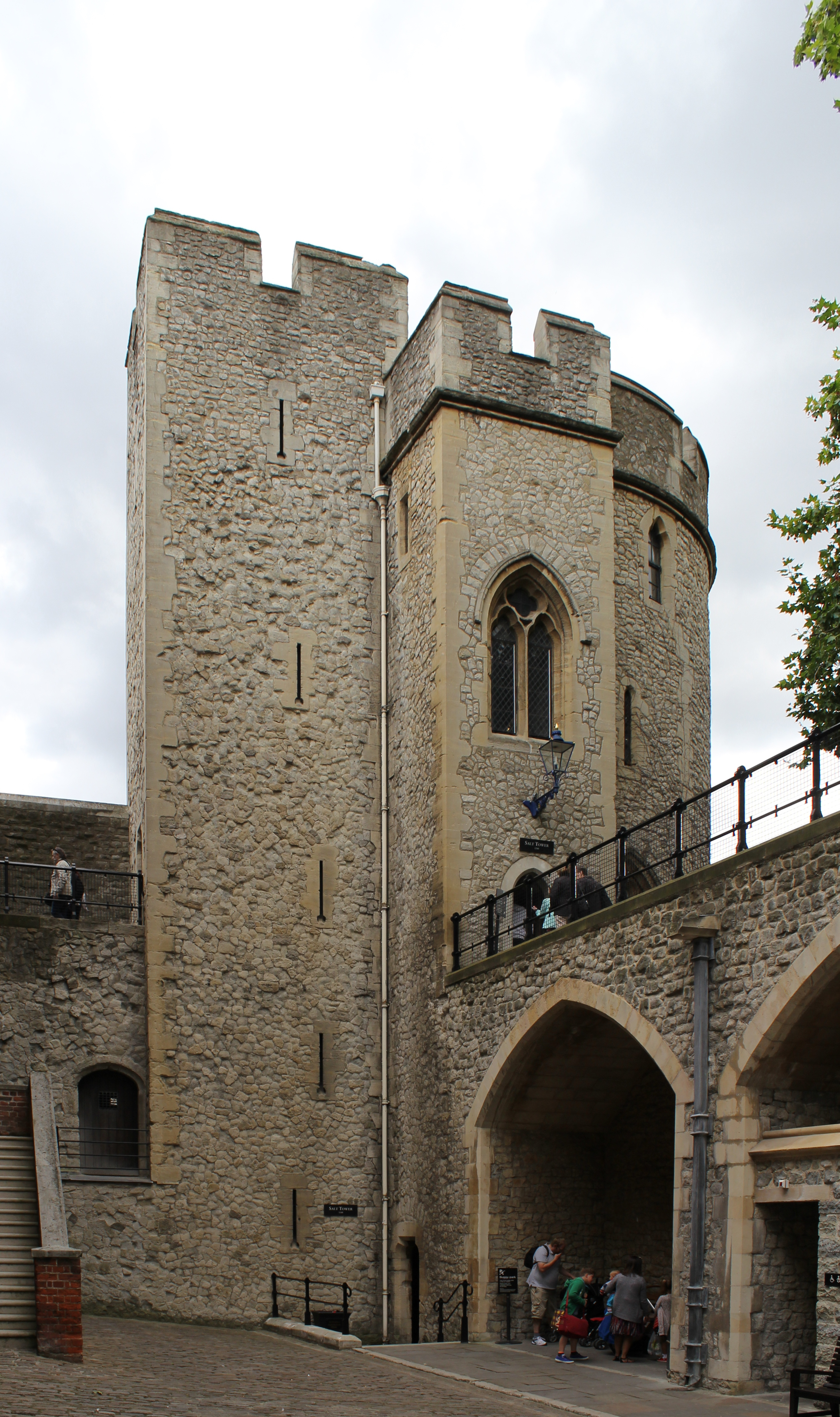
Salt Tower von außerhalb der Festung

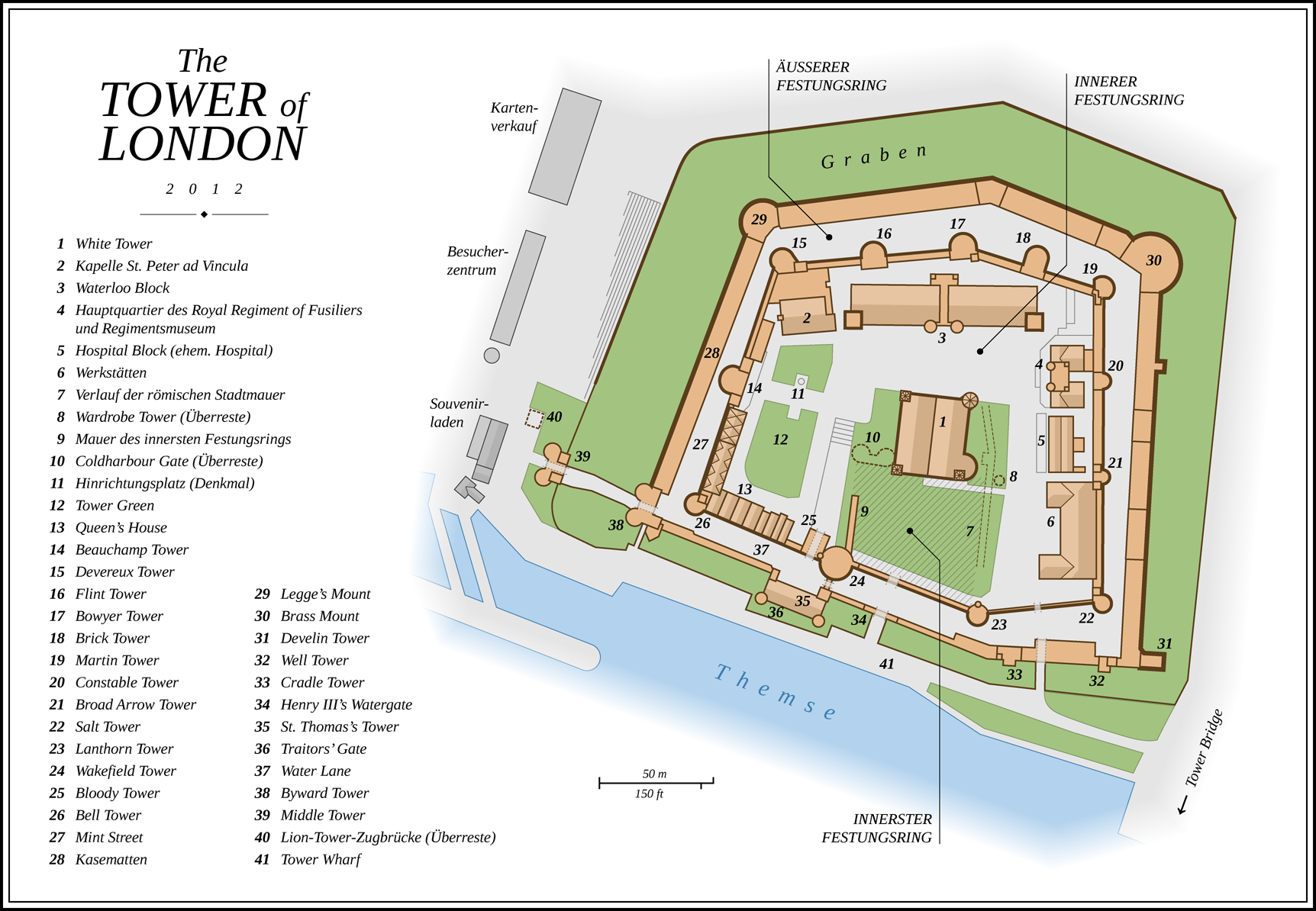
Lage des Salt Tower (22) im Tower of London

Der Salt Tower ist ein Turm in der Festungsanlage des Tower of London. Der vermutlich 1238 gebaute Turm steht an der südöstlichen Kante der Festung im inneren Festungsring. Er ist der einzige erhaltene Turm des Tower aus dieser Bauphase, der drei anstelle der üblichen zwei Stockwerke enthält. Er ist aus einem harten Kalkstein aus Kent (sogenanntem Kentish Ragstone) gebaut. Die oberen Bereiche wurden im 19. Jahrhundert umgebaut.
Der Turm hat die Form eines Dreiviertelzylinders, der von Nord nach West geht. Im Westen befindet sich ein jüngerer Übergang zum Gang auf der inneren Mauer. Im Nordosten steht ein rechteckiges Türmchen, in dem sich das Treppenhaus befindet. Im Süden und Osten befinden sich Reste einer ehemaligen Verbindung zur äußeren Festungsmauer. Der Eingang zum Salt Tower liegt im Erdgeschoss und führt durch eine fünfeckige Kammer. Durch die Treppe ist diese mit einer weiteren fünfeckigen Kammer verbunden. In der oberen Kammer sind eine mittelalterliche Feuerstelle und ein abgetrennter kleiner Garderobenraum. Das Fenster stammt aus der Restaurierung von Anthony Salvin aus den Jahren 1856–1857. Insbesondere an der Mauerspitze lässt sich die Restaurierung des 19. Jahrhunderts erkennen, die kaum mehr Ähnlichkeiten mit dem Schichtenmauerwerk aufweist, dass hier ursprünglich bestand.
Der Salt Tower war nach dem Beauchamp Tower die zweite große Renovierungsaufgabe, die Anthony Salvin am Tower of London erhielt. Sie begründete sein umfassendes Werk der mittelalterlichen Restaurierung des gesamten Tower. Nachdem 1846 diverse Gebäude in der unmittelbaren Umgebung des Salt Towers niedergerissen wurden, zeigte sich, dass Teile der Steine im Salt Tower über die Jahrhunderte nachlässig durch Backstein ersetzt worden waren. Prinzgemahl Albert forderte nach der Inspektion des Salt Towers eine umfassende Restaurierung der gesamten Festung unter einem Gesamtplan. Er beauftragte Salvin mit diesen Arbeiten, dessen erstes Werk der Salt Tower war.
Unter anderem diente der Turm dazu, Salz zu lagern. Deshalb leidet er heute besonders unter dem Folgeschäden, die Salz in Gestein anrichtet. Im späten 20. Jahrhundert waren in einigen Bereichen bereits die obersten 20 bis 25 Millimeter der Mauern verwittert. Im Jahr 1974 erfolgten umfangreiche Entsalzungsarbeiten, die den Salzgehalt im Mauerwerk um 57 bis 76 % verringern konnten. Dabei zeigte sich aber bereits nach den Arbeiten, dass Salz aus dem Fundament und der Erde nachzieht, so dass dies vermutlich kein dauerhaftes Ergebnis ist.
Der Salt Tower war einer der Türme in der Festung, in denen regelmäßig Gefangene im Tower eingesperrt waren. Hier saß unter anderem der schottische König John Balliol. Im 16. Jahrhundert beherbergte er zusammen mit dem Martin Tower die meisten der katholischen Geistlichen, die im Rahmen der religiösen Auseinandersetzungen der Zeit im Tower of London eingesperrt waren. Im Salt Tower hinterließ einer der Geistlichen dabei die herausragendste aller Gravuren durch Gefangene: 1561 schnitzte Hugh Draper eine detailreiche astronomische Uhr in die Wand.